# 周勰 (晋朝)
周勰（3世纪—4世纪），字彦和，義興陽羨（今江蘇宜興）人，晋朝政治人物。出身江南豪族义兴周氏，为建武将军、乌程县公周玘之子。
周玘曾意图起兵对付侨姓士族，未果。建兴元年（313年）临终前对周勰说：“杀我者诸伧子（对侨姓士族的蔑称），能复之，乃吾子也。”周勰袭爵乌程县公。
周勰时常记得父亲遗言。当时中原失地的地方官、士族避乱来归的多居显位，驾御吴人，吴人颇有怨气。二年（314年）十一月，周勰想趁机起兵，秘密结交吴兴郡功曹徐馥。徐馥家有部曲，周勰指使徐馥诈称叔父周札之命以聚合部众，乐于为乱的豪侠都来归附，以讨伐当权侨姓士族丹杨太守王导、镇东军长史刁协为名。东吴末代皇帝孙皓族人孙弼也从广德起兵响应。三年（315年）正月，徐馥杀吴兴太守袁琇，聚众数千，将奉周札为主。当时周札因病归家，闻讯大惊，告乱于义兴太守孔侃。周勰知道周札不同心，不敢发兵。徐馥党羽惧怕，攻杀徐馥。孙弼部众亦溃散，为宣城太守陶猷所灭。周勰堂弟黄门侍郎周筵提出诛杀周勰，周札不听，委罪于从兄周邵，诛杀了周邵。
主政江南的左丞相琅邪王司马睿念在周氏累世豪族在吴郡有威望，没有治罪，依旧安抚。周勰为周札所责，失志归家，淫侈纵恣，常对人说：“人生几时，但当快意耳。”
周勰后来官终临淮太守。当时周札为右将军、会稽内史、东迁县侯，周筵兄周懋为晋陵太守、清流亭侯，周筵为征虏将军、吴兴内史，周筵弟周赞为大将军从事中郎、武康县侯，周赞弟周缙为太子文学、都乡侯，加上周勰，周札一门五侯，并居列位，吴士贵盛，莫与为比，大将军王敦深忌之，埋下后来诛灭周氏的伏笔。